# العلوم والتقانة والهندسة والرياضيات
العلوم والتقانة والهندسة والرياضيات (STEM)، سابقًا العلوم والرياضيات والهندسة والتقانة (SMET)،  هو مصطلح يستخدم لتجميع هذه التخصصات الأكاديمية معًا. يستخدم هذا المصطلح عادة عند تناول السياسة التعليمية وخيارات المناهج الدراسية في المدارس لتحسين القدرة التنافسية في تطوير العلوم والتقانة. له آثار على تنمية القوى العاملة، مخاوف الأمن القومي وسياسة الهجرة. يشير العلم في العلوم والتقانة والهندسة والرياضيات إلى قسمين من فروع العلوم الثلاثة الرئيسية: العلوم الطبيعية، بما في ذلك البيولوجيا والفيزياء والكيمياء والعلوم الرسمية، والتي تمثل الرياضيات مثالاً عليها، إلى جانب المنطق والإحصاء؛ يُصنَّف الفرع الرئيسي الثالث للعلوم والعلوم الاجتماعية، بما في ذلك علم النفس وعلم الاجتماع والعلوم السياسية، بشكل منفصل عن فرعين آخرين من العلوم، ويتم تجميعها جنبا إلى جنب مع العلوم الإنسانية والفنون لتشكيل اختصار نظير آخر اسمه HASS - العلوم الإنسانية والفنون والعلوم الاجتماعية. في نظام التعليم بالولايات المتحدة، في المدارس الابتدائية والمتوسطة والثانوية، يشير مصطلح العلم في المقام الأول إلى العلوم الطبيعية، حيث تعتبر الرياضيات موضوعًا مستقلاً، ويتم دمج العلوم الاجتماعية مع العلوم الإنسانية تحت مصطلح المظلة الاجتماعية الدراسات.
شُجِّعَ على التغيير جزئيًا في اجتماع مشترك بين الوكالات قام به بيتر فاليترا مدير قسم العلوم بتطوير القوى العاملة للمعلمين والعلماء. تم اعتماد الاسم المختصر بواسطة ريتا كولويل ومسؤولي العلوم الآخرين في المؤسسة الوطنية للعلوم (NSF) في عام 2001. ومع ذلك، فإن الاسم المختصر STEM يسبق NSF واستخدمه مجموعة متنوعة من المعلمين بما في ذلك Charles Vela، مؤسس ومدير مركز تقدم اللاتينيين في تعليم العلوم والهندسة (CAHSEE). في أوائل التسعينيات، بدأ برنامج CAHSEE برنامجًا صيفيًا للطلاب الموهوبين ناقصي التمثيل في منطقة واشنطن العاصمة باسم معهد STEM. بناءً على النجاح المعترف به للبرنامج وخبرته في تعليم العلوم والتقانة والهندسة والرياضيات،  طُلب من تشارلز فيلا العمل في العديد من لوحات NSF والكونغرس في العلوم والرياضيات والتعليم الهندسي؛  وبهذه الطريقة تم تقديم NSF لأول مرة إلى STEM. واحد من أول مشاريع NSF لاستخدام الاختصار كان STEMTEC، تعاونًا في تدريس العلوم والتقانة والهندسة ومعلمي الرياضيات في جامعة ماساتشوستس أمهيرست، التي تأسست عام 1998.

## الأنواع الأخرى
- STM (العلوم والتقنية والرياضيات؛ [10] أو العلوم والتقانة والطب؛ أو العلمية والتقنية والطبية)
- eSTEM (STEM البيئي) [11][12]
- STEMIE (العلوم والتقانة والهندسة والرياضيات والاختراعات وريادة الأعمال)؛ يضيف الابتكار وريادة الأعمال كوسيلة لتطبيق STEM على حل المشاكل والأسواق في العالم الحقيقي.[13]
- iSTEM (تنشيط العلوم والتقانة والهندسة والرياضيات)؛ يحدد طرقًا جديدة لتدريس المجالات المتعلقة بـ STEM.
- STEMLE (العلوم والتقانة والهندسة والرياضيات والقانون والاقتصاد)؛ يحدد الموضوعات التي تركز على مجالات مثل العلوم الاجتماعية التطبيقية والأنثروبولوجيا، والتنظيم، وعلم التحكم الآلي، والتعلم الآلي، والنظم الاجتماعية، والاقتصاد الحسابي والعلوم الاجتماعية الحاسوبية.
- دراسات المناهج الدراسية في ميد: STEMS² [14] (العلوم والتقانة والهندسة والرياضيات والعلوم الاجتماعية والإحساس بالمكان)؛ يدمج STEM مع العلوم الاجتماعية والشعور بالمكان.
- المعادن (STEAM + المنطق)، [15] قدمه سو سو في كلية المعلمين، جامعة كولومبيا.
- STREM (العلوم والتقانة، والروبوتات، والهندسة، والرياضيات)؛ يضيف الروبوتات كحقل.
- STREM (العلوم والتقانة، والروبوتات، والهندسة، والوسائط المتعددة)؛ يضيف الروبوتات كحقل ويستبدل الرياضيات بوسائل الإعلام.
- STREAM (العلوم والتقانة، والروبوتات، والهندسة، والفنون، والرياضيات)؛ يضيف الروبوتات والفنون كحقول.
- STEAM (العلوم والتقانة والهندسة والفنون والرياضيات) [16]
- A-STEM (الفنون والعلوم والتقانة والهندسة والرياضيات)؛ [17] المزيد من التركيز والقائم على الإنسانية والفنون.
- STEAM (العلوم والتقانة والهندسة والزراعة والرياضيات)؛ إضافة الزراعة.
- STEAM (العلوم والتقانة والهندسة والرياضيات التطبيقية)؛ المزيد من التركيز على الرياضيات التطبيقية [18]
- جيمس (البنات في الهندسة والرياضيات والعلوم)؛ تستخدم لبرامج لتشجيع النساء على الدخول في هذه المجالات.[19][20]
- STEMM (العلوم والتقانة والهندسة والرياضيات والطب)
- AMSEE (الرياضيات التطبيقية والعلوم والهندسة وريادة الأعمال)
- THAMES (التقانة، التدريب العملي، الفنون، الرياضيات، الهندسة، العلوم)
- THAMES (التقانة، العلوم الإنسانية، الفنون، الرياضيات، الهندسة، والعلوم، وتشمل جميع فروع العلوم الثلاثة: العلوم الطبيعية، العلوم الاجتماعية، والعلوم الرسمية)
- منت (الرياضيات، المعلوماتية، العلوم الطبيعية والتقانة)

## التوزيع الجغرافي
في الولايات المتحدة، بدأ استخدام الاسم المختصر في مناقشات التعليم والهجرة في مبادرات للبدء في معالجة النقص الملحوظ في المرشحين المؤهلين لوظائف التقانة المتقدمة. كما أنه يعالج المخاوف من أن المواد تُدَرَّس غالباً بمعزل عن غيرها، بدلاً من أن تكون منهجًا متكاملًا. المحافظة على مواطن ضليع في مجالات العلوم والتقانة والهندسة والرياضيات جزءًا رئيسيًا من أجندة التعليم العام في الولايات المتحدة. تم استخدام الاختصار على نطاق واسع في النقاش حول الهجرة فيما يتعلق بالحصول على تأشيرات عمل الولايات المتحدة للمهاجرين المهرة في هذه المجالات. كما أصبح من الشائع في مناقشات التعليم كمرجع إلى نقص العمال المهرة وعدم كفاية التعليم في هذه المجالات. لا يميل المصطلح إلى الإشارة إلى القطاعات غير المهنية والأقل وضوحًا في الحقول، مثل أعمال خط تجميع الإلكترونيات.

### المؤسسة الوطنية للعلوم
تتبع العديد من المؤسسات في الولايات المتحدة إرشادات المؤسسة الوطنية للعلوم حول ما يشكل حقل STEM. يستخدم NSF تعريفًا أوسع لموضوعات STEM التي تشمل موضوعات في مجالات الكيمياء وعلوم الكمبيوتر وتقانة المعلومات والهندسة وعلوم الأرض وعلوم الحياة وعلوم الرياضيات والفيزياء وعلم الفلك والعلوم الاجتماعية (الأنثروبولوجيا والاقتصاد وعلم النفس وعلم الاجتماع)، و STEM التعليم والبحث التعلم. الأهلية للحصول على برامج المنح الدراسية مثل CSM STEM Scholars Programme NSF.
إن NSF هي الوكالة الفيدرالية الأمريكية الوحيدة التي تشمل مهمتها دعم جميع مجالات العلوم والهندسة الأساسية، باستثناء العلوم الطبية. تشمل مجالات برنامجها التأديبي المنح الدراسية، والمنح، والزمالات في مجالات مثل العلوم البيولوجية، وعلوم وهندسة الحاسبات والمعلومات، والتعليم والموارد البشرية، والهندسة، والبحث البيئي والتربية، وعلوم الأرض، والعلوم والهندسة الدولية، والعلوم الرياضية والفيزيائية، العلوم الاجتماعية، والسلوكية والاقتصادية، والبنية التحتية الإلكترونية، والبرامج القطبية.
على الرغم من أن العديد من المؤسسات في الولايات المتحدة تتبع إرشادات المؤسسة الوطنية للعلوم حول ما يشكل حقلًا STEM، فإن وزارة الأمن الداخلي الأمريكية (DHS) لها تعريف وظيفي خاص بها يستخدم لسياسة الهجرة. في عام 2012، أعلنت DHS أو ICE عن قائمة موسعة ببرامج STEM المعينة للدرجات العلمية التي تؤهل الخريجين المؤهلين في تأشيرات الطلاب للحصول على تدريب عملي اختياري (OPT). بموجب برنامج الأرض الفلسطينية المحتلة، يمكن للطلاب الدوليين الذين يتخرجون من الكليات والجامعات في الولايات المتحدة البقاء في البلاد وتلقي التدريب من خلال الخبرة العملية لمدة تصل إلى 12 شهرًا. يمكن للطلاب الذين يتخرجون من برنامج درجة STEM معيّن البقاء لمدة 17 شهرًا إضافية على امتداد OPT STEM.

### شهادات STEM المؤهلة في الهجرة إلى الولايات المتحدة
قائمة شاملة من التخصصات STEM غير موجود لأن التعريف يختلف حسب المؤسسة. الولايات المتحدة الهجرة والجمارك إنفاذ قائمة التخصصات بما في ذلك  الفيزياء والعلوم الاكتوارية والكيمياء والبيولوجيا والرياضيات والرياضيات التطبيقية والإحصاء وعلوم الكمبيوتر، والعلوم الحاسوبية، وعلم النفس، والكيمياء الحيوية، والروبوتات، هندسة الكمبيوتر، الهندسة الكهربائية، الالكترونيات، الهندسة الميكانيكية، الهندسة الصناعية، علوم المعلومات، تقانة المعلومات، الهندسة المدنية، هندسة الطيران، الهندسة الكيميائية، الفيزياء الفلكية، علم الفلك، البصريات، تقنية النانو، الفيزياء النووية، البيولوجيا الرياضية، بحوث العمليات، علم الأحياء العصبي، الميكانيكا الحيوية، المعلومات الحيوية، الهندسة الصوتية، نظم المعلومات الجغرافية، الغلاف الجوي العلوم، التقانة التعليمية / التعليمية، هندسة البرمجيات، البحوث التربوية.

### التعليم
من خلال تنمية الاهتمام بالعلوم الطبيعية والاجتماعية في مرحلة ما قبل المدرسة أو مباشرة بعد الالتحاق بالمدرسة، يمكن تحسين فرص نجاح STEM في المدرسة الثانوية بشكل كبير
يدعم STEM توسيع دراسة الهندسة في كل موضوع من المواد الأخرى، وبدء الهندسة في الصفوف الصغرى، وحتى في المرحلة الابتدائية. كما أنه يجلب التعليم STEM لجميع الطلاب بدلا من البرامج الموهوبين فقط. في ميزانية عام 2012، قام الرئيس باراك أوباما بإعادة تسمية وتوسيع «شراكة الرياضيات والعلوم (MSP)» لمنح منح جماعية للدول لتحسين تعليم المعلمين في تلك المواد.
في سلسلة اختبار التقييم الدولي لعام 2015، برنامج تقييم الطلاب الدولي (PISA)، حصل الطلاب الأمريكيون على المرتبة 35 في الرياضيات، والمرتبة 24 في القراءة، والمرتبة 25 في العلوم، من 109 دولة. احتلت الولايات المتحدة أيضًا المرتبة 29 في النسبة المئوية للأطفال الذين تبلغ أعمارهم 24 عامًا والذين حصلوا على درجات علمية أو الرياضيات.
غالبًا ما يستخدم تعليم STEM تقنيات جديدة مثل طابعات RepRap ثلاثية الأبعاد لتشجيع الاهتمام بحقول STEM.
في عام 2006، أعربت الأكاديميات الوطنية للولايات المتحدة عن قلقها إزاء تدهور حالة تعليم العلوم والتقانة والهندسة والرياضيات في الولايات المتحدة. وضعت لجنتها للعلوم والهندسة والسياسة العامة قائمة تضم 10 إجراءات. أهم ثلاث توصيات هي:
- زيادة مجموعة المواهب الأمريكية عن طريق تحسين تعليم العلوم والرياضيات من الروضة إلى الصف الثاني عشر
- تعزيز مهارات المعلمين من خلال التدريب الإضافي في العلوم والرياضيات والتقانة
- قم بتوسيع خط أنابيب الطلاب المستعدين للدخول إلى الكلية والتخرج مع شهادات STEM [34]

كما نفذت الإدارة الوطنية للملاحة الجوية والفضاء برامج ومناهج لتطوير تعليم العلوم والتقانة والهندسة والرياضيات من أجل تجديد مجموعة العلماء والمهندسين وعلماء الرياضيات الذين سيقودون استكشاف الفضاء في القرن الحادي والعشرين.
تدير ولايات فردية، مثل كاليفورنيا، برامج تجريبية للتعليم ما بعد المدرسي (STEM) تجريبية لمعرفة ما هي أفضل الممارسات الواعدة وكيفية تنفيذها لزيادة فرص نجاح الطلاب. ولاية أخرى تستثمر في تعليم العلوم والتقانة والهندسة والرياضيات، فلوريدا، حيث تم إنشاء جامعة فلوريدا للفنون التطبيقية،  أول جامعة عامة للهندسة والتقانة مكرسة للعلوم والتقانة والهندسة والرياضيات (STEM). خلال المدرسة، تم إنشاء برامج STEM للعديد من المناطق في جميع أنحاء الولايات المتحدة وتشمل بعض الولايات نيو جيرسي وأريزونا وفرجينيا ونورث كارولينا وتكساس وأوهايو.
امتد التعليم المستمر في العلوم والتقانة والهندسة والرياضيات إلى مستوى ما بعد الثانوي من خلال برامج الماجستير مثل برنامج العلوم والتقانة والهندسة والرياضيات في جامعة ماريلاند  وكذلك جامعة سينسيناتي.

### الفجوة العرقية في مجالات STEM
في الولايات المتحدة، وجدت المؤسسة الوطنية للعلوم أن متوسط درجة العلوم في التقييم الوطني للتقدم التعليمي لعام 2011 كان أقل بالنسبة للطلاب السود واللاتين من البيض والآسيويين وجزر المحيط الهادئ. في عام 2011، كان أحد عشر في المائة من القوى العاملة في الولايات المتحدة من السود، في حين أن ستة في المائة فقط من رواد STEM كانوا من السود. الرغم من أن الذكور البيض كانوا يهيمنون عادة على STEM في الولايات المتحدة، إلا أنه كانت هناك جهود كبيرة لإنشاء مبادرات لجعل STEM مجالًا أكثر تنوعًا من الناحية العرقية والجنسانية. تشير بعض الأدلة إلى أن جميع الطلاب، بمن فيهم الطلاب السود واللاتينيون، لديهم فرصة أفضل للحصول على درجة STEM إذا التحقوا بالكلية أو الجامعة التي يكون فيها مؤهلاتهم الأكاديمية للدخول أعلى على الأقل من الطلاب العاديين. ومع ذلك، هناك انتقادات بأن التركيز على تنوع العلوم والتقانة والابتكار والتقانة قد خفض المعايير الأكاديمية.

### مبادرة التنافسية الأمريكية
في خطاب حالة الاتحاد في 31 يناير 2006، أعلن الرئيس جورج دبليو بوش مبادرة التنافسية الأمريكية . اقترح بوش مبادرة لمعالجة أوجه القصور في دعم الحكومة الفيدرالية لتطوير التعليم والتقدم المحرز على جميع المستويات الأكاديمية في مجالات العلوم والتقانة والهندسة والرياضيات. بالتفصيل، دعت المبادرة إلى زيادة كبيرة في التمويل الفيدرالي لبرامج البحث والتطوير المتقدمة (بما في ذلك مضاعفة دعم التمويل الفيدرالي للبحوث المتقدمة في العلوم الفيزيائية من خلال وزارة الطاقة) وزيادة في خريجي التعليم العالي في الولايات المتحدة ضمن تخصصات العلوم والتقانة والهندسة والرياضيات.
تعزز مسابقة ناسا لرجال الأعمال، التي ترعاها مجموعة تكساس للفضاء المنحة، هذا الهدف. يتنافس طلاب الجامعات على وضع خطط ترويجية لتشجيع الطلاب في المدارس المتوسطة والثانوية على دراسة موضوعات STEM وإلهام الأساتذة في مجالات STEM لإشراك طلابهم في أنشطة التوعية التي تدعم تعليم STEM.
يوجد لدى National Science Foundation العديد من البرامج في تعليم العلوم والتقانة والهندسة والرياضيات، بما في ذلك لبعض طلاب المرحلة الثانية عشرة مثل برنامج ITEST الذي يدعم برنامج ITEST لجائزة التحدي العالمي. تم تنفيذ برامج STEM في بعض مدارس ولاية أريزونا. يقومون بتطبيق المهارات المعرفية العليا للطلاب وتمكنهم من الاستفسار واستخدام التقنيات المستخدمة من قبل المتخصصين في مجالات STEM.
أكاديمية STEM هي منظمة وطنية غير ربحية مكرسة لتحسين محو الأمية STEM لجميع الطلاب. إنه يمثل نموذجًا أكاديميًا وطنيًا عالي التأثير من الجيل التالي. تعتمد الممارسات والاستراتيجيات والبرمجة على أساس من أفضل الممارسات الوطنية المحددة والتي تم تصميمها لتحسين نمو الطلاب من ذوي الدخل المنخفض والتمثيل المنخفض، وثغرات التحصيل المتدنية، وخفض معدلات التسرب، وزيادة معدلات التخرج من المدارس المرتفعة، وتحسين المعلم والفعالية الرئيسية. تمثل أكاديمية STEM نموذجًا أكاديميًا للاستخدام المرن يستهدف جميع المدارس وهو موجه لجميع الطلاب.
Project Lead The Way (PLTW) هي المزود الرائد لبرامج مناهج التعليم STEM للمدارس المتوسطة والثانوية في الولايات المتحدة. لدى المنظمة الوطنية غير الربحية أكثر من 5200 برنامج في أكثر من 4700 مدرسة في جميع الولايات الخمسين. تشمل البرامج منهج هندسة المدارس الثانوية يسمى Pathway To Engineering، وبرنامج علوم الطب الحيوي بالمدرسة الثانوية، وبرنامج هندسة وتقانة المدارس المتوسطة يسمى Gateway To Technology . تقدم PLTW المناهج الدراسية والتطوير المهني للمعلم والدعم المستمر لإنشاء برامج تحويلية في المدارس والمناطق والمجتمعات. تمت الموافقة على برامج PLTW من قبل الرئيس باراك أوباما ووزير التعليم في الولايات المتحدة آرني دنكان بالإضافة إلى العديد من قادة الولايات والوطنيين وقادة الأعمال.

### تحالف تعليم STEM
يعمل تحالف تعليم العلوم والتقانة والهندسة والرياضيات (STEM)  على دعم برامج STEM للمعلمين والطلاب في وزارة التعليم الأمريكية والمؤسسة الوطنية للعلوم والوكالات الأخرى التي تقدم برامج متعلقة بالعلوم والتقانة والهندسة والرياضيات (STEM) . يبدو أن نشاط تحالف STEM قد تباطأ منذ سبتمبر 2008.

### التشجيع
في عام 2012، بدأت مسابقة الكشافة الأمريكية في توزيع الجوائز، تحت عنوان NOVA و SUPERNOVA، لاستكمال المتطلبات المحددة المناسبة لمستوى برنامج الكشافة في كل من مجالات STEM الرئيسية الأربعة. أدرجت فتيات الكشافة بالولايات المتحدة الأمريكية STEM بالمثل في برنامجهم من خلال إدخال شارات الجدارة مثل "Naturalist" و "Digital Art".
SAE هي منظمة دولية متخصصة في تقديم الحلول المتخصصة في دعم برامج التعليم والجوائز والمنح الدراسية المتعلقة بشؤون STEM، من مرحلة ما قبل الروضة إلى درجة الكلية. كما يشجع الابتكار العلمي والتقاني.

### برامج وزارة الدفاع
يعد eCybermission مسابقة مجانية على شبكة الإنترنت للعلوم والرياضيات والتقانة للطلاب في الصفوف من السادس إلى التاسع برعاية الجيش الأمريكي. يركز كل ندوة على خطوة مختلفة من المنهج العلمي ويتم تقديمها بواسطة CyberGuide ذي الخبرة الإلكترونية. CyberGuides هم متطوعون عسكريون ومدنيون لديهم خلفية قوية في تعليم STEM و STEM، وهم قادرون على توفير رؤية قيمة في العلوم والتقانة والهندسة والرياضيات للطلاب ومستشاري الفريق.
STARBASE هو برنامج تعليمي رئيسي، برعاية مكتب مساعد وزير الدفاع لشؤون الاحتياط. يتفاعل الطلاب مع الأفراد العسكريين لاستكشاف الوظائف وإجراء اتصالات مع «العالم الحقيقي». يوفر البرنامج للطلاب 20-25 ساعة من التجارب المحفزة في الحرس الوطني والقوات البحرية ومشاة البحرية والقوات الجوية الاحتياطية وقواعد القوات الجوية في جميع أنحاء البلاد.
SeaPerch هو برنامج إبداعي للروبوتات يعمل تحت الماء يدرب المعلمين لتعليم طلابهم كيفية بناء مركبة تعمل عن بعد تحت الماء (ROV) في بيئة داخل المدرسة أو خارج المدرسة. يبني الطلاب ROV من مجموعة مكونة من أجزاء منخفضة التكلفة يسهل الوصول إليها، باتباع منهج يدرس مفاهيم الهندسة والعلوم الأساسية مع موضوع الهندسة البحرية.

### وكالة الفضاء الأمريكية
NASAStem هو برنامج لوكالة الفضاء الأمريكية NASA لزيادة التنوع في صفوفها، بما في ذلك العمر والإعاقة والجنس وكذلك العرق / العرق.

### التشريع
أصبح قانون المنافسات الأمريكية (PL 110-69) قانونًا في 9 أغسطس 2007. الغرض منه هو زيادة استثمارات الأمة في البحث العلمي والهندسي وفي تعليم العلوم والتقانة والهندسة والرياضيات (STEM) من رياض الأطفال إلى مدارس الدراسات العليا والتعليم بعد الدكتوراه. يسمح القانون بزيادة التمويل لمؤسسة العلوم الوطنية ومختبرات المعهد الوطني للمعايير والتقانة ومكتب العلوم في وزارة الطاقة خلال السنة المالية 2008 - 2010. عبر روبرت جابريس، مدير التعليم في مركز جودارد لرحلات الفضاء التابع لناسا، عن النجاح باعتباره زيادة في تحصيل الطلاب، والتعبير المبكر عن اهتمام الطلاب بمواد العلوم والتقانة والابتكار، واستعداد الطلاب لدخول سوق العمل.

### الوظائف
في نوفمبر 2012، وضع إعلان البيت الأبيض قبل التصويت في الكونغرس على قانون وظائف STEM الرئيس أوباما في معارضة العديد من شركات وادي السيليكون والمسؤولين التنفيذيين الذين مولوا حملته لإعادة انتخابه. حددت وزارة العمل 14 قطاعًا «من المتوقع أن تضيف أعدادًا كبيرة من الوظائف الجديدة إلى الاقتصاد أو تؤثر على نمو الصناعات الأخرى أو يتم تحويلها عن طريق التقانة والابتكار والتي تتطلب مجموعات جديدة من المهارات للعمال». كانت القطاعات المحددة على النحو التالي: التصنيع المتقدم، والسيارات، والبناء، والخدمات المالية، والتقانة الجغرافية المكانية، والأمن الداخلي، وتقانة المعلومات، والنقل، والفضاء، والتقانة الحيوية، والطاقة، والرعاية الصحية، والضيافة، وتجارة التجزئة.
تلاحظ وزارة التجارة أن مجالات STEM هي بعض من أفضل الأجور ولديها أكبر إمكانات لنمو الوظائف في أوائل القرن الحادي والعشرين. ويشير التقرير أيضًا إلى أن عمال STEM يلعبون دورًا رئيسيًا في النمو والاستقرار المستدامين للاقتصاد الأمريكي، كما أن التدريب في مجالات STEM يؤدي عمومًا إلى ارتفاع الأجور، سواء كانوا يعملون في حقل STEM أم لا.
في عام 2015، كان هناك حوالي 9.0 مليون وظيفة من STEM في الولايات المتحدة، وهو ما يمثل 6.1 ٪ من العمالة الأمريكية. وكانت وظائف STEM تزيد حوالي 9 ٪ في المئة سنويا. وجدت مؤسسة بروكينغز أن الطلب على خريجي التقانة الأكفاء سيتجاوز عدد المتقدمين الأكفاء من قبل مليون شخص على الأقل. لاحظ BLS أن ما يقرب من 100 في المئة من وظائف STEM تتطلب التعليم بعد الثانوي، في حين أن 36 في المئة فقط من الوظائف الأخرى تتطلب للحصول على نفس الدرجة.

### مسارات وظائف خريجين STEM وغير STEM
وفقا لتعداد الولايات المتحدة لعام 2014 «74 في المئة من أولئك الذين لديهم درجة البكالوريوس في العلوم والتقانة والهندسة والرياضيات - يشار إليها عادة باسم STEM - لا يعملون في وظائف STEM.» 

### التحديثات
في سبتمبر 2017، تعهد عدد كبير من شركات التقانة الأمريكية مجتمعة بالتبرع بمبلغ 300 مليون دولار لتعليم علوم الكمبيوتر في الولايات المتحدة 
كشفت نتائج PEW في عام 2018 أن الأميركيين حددوا العديد من القضايا التي تلاحق تعليم STEM الذي شمل الآباء غير المهتمين، والطلاب غير المهتمين، ومواد المناهج القديمة، والتركيز الشديد على معايير الدولة. أشار 57 بالمائة من المجيبين على الاستطلاع إلى أن إحدى المشكلات الرئيسية المتمثلة في STEM تتمثل في قلة تركيز الطلاب على التعلم.
أحدثت بطاقة تقرير التقييم الوطني للتقدم التعليمي (NAEP)  التقانة العامة بالإضافة إلى درجات محو الأمية الهندسية التي تحدد ما إذا كان الطلاب لديهم القدرة على تطبيق التقانة والكفاءة الهندسية في سيناريوهات الحياة الحقيقية. أظهر التقرير وجود فجوة قدرها 28 نقطة بين الطلاب ذوي الدخل المنخفض ونظرائهم ذوي الدخل المرتفع. كما أشار التقرير نفسه إلى اختلاف قدره 38 نقطة بين الطلاب البيض والسود.
أعلن مركز سميثسونيان لتعليم العلوم (SSEC) عن إصدار خطة إستراتيجية مدتها خمس سنوات من قبل لجنة تعليم العلوم والتقانة والهندسة والرياضيات التابعة للمجلس الوطني للعلوم والتقانة في 4 ديسمبر 2018. الخطة بعنوان "رسم دورة للنجاح: إستراتيجية أمريكا" للتعليم STEM. "  الهدف هو اقتراح إستراتيجية فدرالية ترتكز على رؤية للمستقبل بحيث يتم منح جميع الأميركيين الوصول الدائم إلى تعليم عالي الجودة في العلوم والتقانة والهندسة والرياضيات. في النهاية، يمكن أن تظهر الولايات المتحدة كرائد عالمي في إتقان STEM، والعمالة، والابتكار. أهداف هذه الخطة هي بناء أسس لمحو الأمية STEM. تعزيز التنوع والمساواة والإدماج في العلوم والتقانة والابتكار ؛ وإعداد القوى العاملة STEM للمستقبل.
دعم اقتراح الميزانية المالية لعام 2019 للبيت الأبيض خطة التمويل في مذكرة الرئيس دونالد ترامب بشأن تعليم العلوم والتقانة والابتكار والتي خصصت حوالي 200 مليون دولار (تمويل المنح) لتعليم العلوم والتقانة والابتكار (STEM) كل عام. كما تدعم هذه الميزانية STEM من خلال برنامج منح بقيمة 20 مليون دولار لبرامج التعليم المهني والتقني.

### الأحداث والبرامج للمساعدة في تطوير STEM في المدارس الأمريكية
- التحدي التقاني الأول
- مسابقات VEX Robotics
- أول مسابقة للروبوتات
- تحدي متحف التقانة

### أستراليا
صرّح تقرير هيئة المناهج والتقييم والتقارير الأسترالية لعام 2015 المعنون «الاستراتيجية الوطنية للتعليم المدرسي في مجال العلوم والتقانة والابتكار»، بأن «التركيز الوطني المتجدد على تعليم العلوم والتقانة والابتكار في التعليم المدرسي أمر بالغ الأهمية لضمان تزويد جميع الأستراليين الشباب بالمهارات والمعارف اللازمة لهذه العلوم بحاجة إلى النجاح.»  كانت أهدافها هي:
- «تأكد من أن جميع الطلاب أنهوا دراستهم بالمعرفة الأساسية القوية في العلوم والتقانة والهندسة والرياضيات والمهارات ذات الصلة» [67]
- «تأكد من إلهام الطلاب للالتحاق بمواضيع STEM الأكثر تحديا»

تشمل الأحداث والبرامج التي تهدف إلى المساعدة في تطوير STEM في المدارس الأسترالية تحدي المركبات الشمسية الفيكتوري النموذجي وتحدي الرياضيات (صندوق الرياضيات الأسترالي) و  Go Girl Go Global وأولمبياد المعلوماتية الأسترالي.

### كندا
تحتل كندا المرتبة 12 من بين 16 دولة من بين الأقران من حيث النسبة المئوية لخريجيها الذين درسوا في برامج STEM، بنسبة 21.2 ٪، وهو رقم أعلى من الولايات المتحدة، ولكنه أقل من فرنسا وألمانيا والنمسا. الدولة النظيرة التي تضم أكبر عدد من خريجي العلوم والتقانة والهندسة والرياضيات (STEM)، فنلندا، تضم أكثر من 30٪ من خريجي الجامعات القادمين من برامج العلوم والرياضيات وعلوم الكمبيوتر والهندسة.
SHAD هو برنامج سنوي لتخصيب اليورانيوم في كندا لطلاب المدارس الثانوية الذين حققوا نتائج عالية في شهر يوليو. يركز البرنامج على التعلم الأكاديمي وخاصة في مجالات STEAM.
اتخذت الكشافة كندا تدابير مماثلة لنظيرتها الأمريكية لتعزيز مجالات STEM للشباب. بدأ برنامج STEM الخاص بهم في عام 2015.
في عام 2011، أسس رجل الأعمال والمحسن الكندي سيمور شوليش منحة شوليش ليدر، 100 مليون دولار منحة دراسية بقيمة 60,000 دولار للطلاب الذين يبدأون تعليمهم الجامعي في برنامج STEM في 20 مؤسسة في جميع أنحاء كندا. يتم اختيار 40 طالبًا كنديًا كل عام لتلقي الجائزة، اثنان في كل مؤسسة، بهدف جذب الشباب الموهوبين إلى مجالات العلوم والتقانة والهندسة والرياضيات. يوفر البرنامج أيضًا منحًا دراسية عن طريق STEM لخمس جامعات مشاركة في إسرائيل.

### أوروبا
عززت العديد من المشاريع الأوروبية تعليم ومهن STEM في أوروبا. على سبيل المثال، يعتبر Scientix  تعاونًا أوروبيًا لمعلمي STEM وعلماء التعليم وصانعي السياسات. استخدم مشروع SciChallenge  مسابقة وسائل التواصل الاجتماعي والمحتوى الذي أنشأه الطلاب لزيادة تحفيز طلاب مرحلة ما قبل الجامعة لتعليم ومهن STEM.
STEM هي مهارة مهمة للغاية ولكن لم تحصل على ما يكفي من التوتر في بلدان أوروبا الشرقية. هذا هو السبب وراء إنشاء المؤسسات: بدأت E-PROschool (Hu) أكاديمية النخبة للمعلمين (Hu)، وجامعة Sabadka (Sb) Sztaki (Sk) و Essential (Ro) في إجراء البحوث حول كيفية تحسين كفاءات STEM حتى في الخارج دروس اللغة. يبدو واضحًا أنه لا يمكن تحسين جميع كفاءات STEM، ولكن فقط بعض منها. هذه هي ما يلي ؛ الفضول والتفكير المنطقي والإبداع والتفكير النقدي والعمل الجماعي والتخطيط والترميز والتفكير من خارج الصندوق وما إلى ذلك. ونتيجة لهذا البحث، فإن أسلوب التدريس الجديد تمامًا هو المنهج وطريقة التدريس وكذلك نوع جديد من اختبار اللغة. [بحاجة لمصدر]

### هونج كونج
لم يتم ترقية تعليم STEM بين المدارس المحلية في هونغ كونغ حتى السنوات الأخيرة. في نوفمبر 2015، أصدر مكتب التعليم في هونغ كونغ وثيقة بعنوان تعزيز تعليم العلوم والتقانة والهندسة والرياضيات،  تقترح الاستراتيجيات والتوصيات بشأن تعزيز تعليم العلوم والتقانة والابتكار.

### تركيا
إن فرقة عمل التعليم STEM التركية (أو FeTeMM - فين Bilimleri ، Teknoloji ، Mühendislik ve Matematik) هي تحالف من الأكاديميين والمعلمين الذين يبذلون جهداً لزيادة جودة التعليم في مجالات STEM بدلاً من التركيز على زيادة عدد خريجي STEM.

### دولة قطر
في قطر، البيرق هو برنامج توعية لطلاب المدارس الثانوية مع منهج يركز على STEM، التي يديرها مركز المواد المتقدمة (CAM) في جامعة قطر. كل عام، يشارك حوالي 946 طالبًا، من حوالي 40 مدرسة ثانوية، في مسابقات البيرق. البيرق يستفيد من التعلم القائم على المشاريع، ويشجع الطلاب على حل المشكلات الحقيقية، ويستفسر منهم عن العمل مع بعضهم البعض كفريق واحد لبناء حلول حقيقية. أظهرت الأبحاث حتى الآن نتائج إيجابية للبرنامج.

### فيتنام
في فيتنام، بدءًا من عام 2012، يوجد لدى العديد من مؤسسات التعليم الخاص مبادرات تعليم STEM.
في عام 2015، نظمت وزارة العلوم والتقانة ولين مين STEM أول يوم وطني للعلم والتقانة والابتكار، تلاه العديد من الأحداث المماثلة في جميع أنحاء البلاد.
في عام 2015، قامت وزارة التعليم والتدريب بإدراج STEM كمجال يحتاج إلى تشجيع في برنامج السنة الدراسية الوطنية.
في مايو 2017، وقع رئيس الوزراء رقم توجيهي. 16  تنص على: "تغيير السياسات والمحتويات والتعليم وأساليب التدريب المهني بشكل كبير لإنشاء مورد بشري قادر على تلقي اتجاهات جديدة في تقانة الإنتاج، مع التركيز على تشجيع التدريب في العلوم والتقانة والهندسة والرياضيات (STEM)، اللغات الأجنبية وتقانة المعلومات في التعليم العام؛ "ونسأل" وزارة التعليم والتدريب (إلى): تعزيز نشر العلوم والتقانة والهندسة والرياضيات (STEM) التعليم في برنامج التعليم العام؛ تنظيم تجريبي في بعض المدارس الثانوية من 2017 حتى 2018.

## النساء
تشكل النساء 47٪ من القوى العاملة في الولايات المتحدة، وتؤدي 24٪ من الوظائف المرتبطة بالعلوم والتقانة والهندسة والرياضيات. في المملكة المتحدة، تؤدي النساء 13٪ من الوظائف المرتبطة بالعلوم والتقانة والهندسة والرياضيات (2014). في الولايات المتحدة، من المرجح أن تعمل النساء الحاصلات على شهادات STEM في التعليم أو الرعاية الصحية بدلاً من حقول STEM مقارنة بنظرائهن الذكور.
تعتمد نسبة الجنس على مجال الدراسة. على سبيل المثال، شكلت النساء في الاتحاد الأوروبي في عام 2012 ما نسبته 47.3 ٪ من الإجمالي، و 51 ٪ من العلوم الاجتماعية، والأعمال والقانون، و 42 ٪ من العلوم والرياضيات والحوسبة، و 28 ٪ من الهندسة والتصنيع والبناء، و 59 ٪ من خريجي الدكتوراه في الصحة والرعاية الاجتماعية.

## النقد
جذب التركيز على زيادة المشاركة في مجالات العلوم والتقانة والابتكار (STEM) انتقادات. في مقال 2014 بعنوان «أسطورة نقص العلوم والهندسة» في المحيط الأطلسي، انتقد الديموغرافي مايكل إس. تيتلبوم جهود حكومة الولايات المتحدة لزيادة عدد خريجي العلوم والتقانة والابتكار، قائلًا إنه من بين الدراسات التي أجريت حول هذا الموضوع، «لا أحد تمكنت من العثور على أي دليل يشير إلى النقص الحالي الواسع النطاق في سوق العمل أو صعوبات التوظيف في المهن العلمية والهندسية التي تتطلب درجة البكالوريوس أو أعلى»، وأن«معظم الدراسات تشير إلى أن الأجور الحقيقية في العديد من المهن العلمية والهندسية - ولكن ليس كلها - لها كانت مسطحة أو بطيئة النمو، والبطالة مرتفعة أو أعلى منها في العديد من المهن ذات المهارات المماثلة». كما كتب تيتلبوم أن التثبيت الوطني الحالي آنذاك على زيادة مشاركة العلوم والتقانة والابتكار (STEM) يوازي جهود حكومة الولايات المتحدة السابقة منذ الحرب العالمية الثانية لزيادة عدد العلماء والمهندسين، وكلهم ذكر أنه انتهى بهم المطاف في «تسريح جماعي، وتجميد التوظيف، والتمويل تخفيضات». بما في ذلك واحد يقودها سباق الفضاء في أواخر 1950s و 1960s، الذي كتبه أدى إلى «تمثال نصفي من الحجم الخطير في 1970s.» 
ردد المحرر المساهم في IEEE Spectrum Robert N. Charette هذه المشاعر في مقالة 2013 «أزمة STEM هي أسطورة»، مشيرًا أيضًا إلى وجود «عدم تطابق بين الحصول على درجة STEM والحصول على وظيفة STEM» في الولايات المتحدة، مع وجود حوالي ¼ من خريجي STEM يعملون في حقول STEM، بينما أقل من نصف العاملين في حقول STEM لديهم شهادة STEM.
كتب كاتب الاقتصاد بن كاسيلمان، في دراسة أجريت عام 2014 عن أرباح ما بعد التخرج لـ FiveThirtyEight، أنه بناءً على البيانات، لا ينبغي تصنيف العلوم مع فئات STEM الثلاث الأخرى، لأنه في حين أن الثلاثة الأخرى تؤدي عمومًا إلى وظائف ذات رواتب عالية «العديد من العلوم، ولا سيما علوم الحياة، تدفع أقل من المتوسط العام لخريجي الجامعات الجدد.» 
أدت الجهود المبذولة لعلاج الهيمنة المتصورة للمواضيع STEM من قبل رجال من خلفيات أوروبية وغير أوروبية من أصل أسباني إلى بذل جهود مكثفة لتنويع القوى العاملة STEM. ومع ذلك، يرى بعض النقاد أن هذه الممارسة في التعليم العالي، على عكس الجدارة الصارمة، تسبب معايير أكاديمية أقل.